# Protestas en Egipto de 2020
Las protestas en Egipto de 2020 fueron protestas callejeras descentralizadas que comenzaron el 20 de septiembre de 2020, el aniversario de las protestas de 2019, pidiendo la renuncia de Abdel Fattah el-Sisi. Los lugares de protesta incluyeron El Cairo, Guiza, Suez, Kafr El Dawwar, Alejandría, Asuán, El Qanater El Khayreya, Fayún, Menia y Luxor. El sexto día de protestas, el 25 de septiembre, se denominó "Día de la ira".

## Antecedentes
La revolución egipcia de 2011 llevaron a la dimisión del presidente Hosni Mubarak, las elecciones presidenciales de 2012 ganadas por Mohamed Morsi, las protestas de 2012 y 2013 contra la presidencia de Morsi, el golpe de Estado de 2013 que derrocó a Morsi, la masacre de Rabaa por las fuerzas de seguridad y el ejército encabezados por el general Abdelfatah El-Sisi, quien fue elegido presidente sin oponentes serios en 2014 y 2018. En septiembre de 2019, Mohamed Ali, un contratista de construcción egipcio que vive exiliado en España, hizo circular videos en los que se acusaba a Sisi y al ejército de corrupción generalizada y pidió protestas callejeras para obligar a Sisi a renunciar. Las protestas tuvieron lugar del 20 al 21 de septiembre de 2019, después de las cuales Amnistía Internacional describió que el gobierno de Sisi estaba "sacudido hasta la médula". Las protestas continuaron el 27 de septiembre. Las autoridades egipcias respondieron con 4300 detenciones de manifestantes y abogados. Entre los detenidos conocidos se encuentran el bloguero, desarrollador de software y activista egipcio Alaa Abd el-Fattah, que no había participado en las protestas egipcias de 2019, arrestado por cargos desconocidos y su abogado Mohamed al-Baqer. Ambos fueron torturados en desfiles de bienvenida en la prisión de Tora. Amnistía describió la represión como la más grande durante la presidencia de El-Sisi.

### Convocatoria de protestas de agosto de 2020
Una campaña de Twitter con un hashtag árabe equivalente a #We Don't Want You comenzó el 29 de agosto de 2020 después de que Sisi sugiriera que se podría convocar un referéndum para destituirlo de la presidencia si la gente no estaba satisfecha con sus decisiones. La campaña, apoyada por Mohamed Ali, pidió la renuncia de Sisi en las protestas el 20 de septiembre de 2020, el aniversario de las protestas de 2019. Las demoliciones de viviendas fueron otro factor clave que motivó las protestas en las comunidades pobres, tanto urbanas como rurales.
Las fuerzas de seguridad egipcias intentaron evitar las protestas arrestando a figuras políticas, incluido Amin al-Mahdi, y activistas, especialmente en Suez.

## Cronología

### Septiembre de 2020
Las protestas comenzaron el 20 de septiembre en Guiza y en varios suburbios de El Cairo, pidiendo la dimisión de Sisi. Las autoridades reprimieron con balas reales y gases lacrimógenos. Las protestas pidiendo la renuncia de El-Sisi también tuvieron lugar en Suez, Kafr El Dawwar, Alejandría, Asuán y El Qanater El Khayreya.
En Asuán, las fuerzas de seguridad atacaron a los manifestantes, quienes en respuesta incendiaron un edificio presidencial. La gente en la gobernación de Guiza, enojada por las demoliciones de edificios, que el gobierno afirma que fueron construidos ilegalmente, destruyeron un camión de la policía.
Las protestas continuaron los días 21 y 22 de septiembre. Los lugares de protesta del 22 de septiembre incluyeron Guiza, Fayún, Menia, Luxor y Asuán. En Atfih, los manifestantes rechazaron una objeción policial a la celebración de una protesta volcando un coche de policía y prendiéndole fuego. En al-Hawarta, en la provincia de Menia, los manifestantes empujaron un vehículo policial hacia un canal.
Continuaron los llamamientos para más protestas, pidiendo un "Viernes de ira" (o "Día de la ira"). Mohamed Ali afirmó que el número de manifestantes aumentaba a diario. Ali argumentó a favor de una masa de protesta crítica, afirmando que "si cinco millones de personas salieran a las calles, nadie sería arrestado en absoluto".
El 25 de septiembre, se llevaron a cabo protestas en El Cairo, Guiza, Luxor y la gobernación de Damieta después de la sesión de oración del viernes, pidiendo nuevamente la renuncia de Sisi. Las técnicas de desobediencia civil utilizadas por los manifestantes incluyeron la quema de neumáticos para bloquear carreteras.
Los videos publicados en las redes sociales desde parecían mostrar varias manifestaciones en las que participaban varias decenas de personas en diferentes partes del país.
Los enfrentamientos entre la policía y los manifestantes continuaron el 30 de septiembre en la aldea de al-Awamiya en Luxor, y un manifestante mató a tiros a tiros. La secuencia de eventos comenzó con la llegada de tropas y vehículos blindados al pueblo. La policía allanó la casa de al-Rawi, tratando de arrestar a su hermano menor. Un oficial de policía insultó y abofeteó a su padre, quien se opuso al arresto. Awais al-Rawi objetó verbalmente el trato a su padre y la discusión se intensificó. Un oficial de policía disparó a Awais al-Rawi cuatro veces en un "brazo lateral", una vez en la cara, y lo mató. El funeral tuvo lugar el mismo día. Los dolientes corearon contra la policía y Sisi, llamando a Sisi "el enemigo de Dios". La policía disparó tiros de advertencia y gas lacrimógeno y arrestó a 20 participantes del funeral. Los dolientes secuestraron y golpearon a un oficial de policía. El oficial fue puesto en libertad después de horas de negociaciones entre la policía y los ancianos de la tribu.
Se publicó un video del funeral con un hashtag de tendencia con el equivalente árabe de "El viernes saldremos en millones". El oficial sospechoso de disparar contra Awais al-Rawi fue suspendido, según una filtración de la oficina fiscal.

### Octubre de 2020
Entre el 3 y el 6 de octubre, las manifestaciones en las gobernaciones contra el gobierno y los índices de pobreza en el país se extendieron. Se presenciaron enfrentamientos en Alejandría y en los estrechos suburbios de El Cairo. Los trabajadores textiles y los fabricantes de perfumes se declararon en huelga por centenares. La ira volvió a surgir. Se realizaron detenciones masivas del 7 al 8 de octubre debido a protestas por la economía. Las protestas por el pan se presenciaron en todo Egipto por segunda vez en 2020. Se vieron balas disparadas contra manifestantes, quienes arrojaron piedras y huevos. DW News y Middle East Monitor afirmaron que las protestas contra los precios del pan, los huevos y las bananas no eran las primeras del año.
Las manifestaciones a gran escala del 26 al 27 de octubre, repartidas por todo el país, comenzaron[cita requerida] después de que el presidente francés, Emmanuel Macron describió el asesinato de Samuel Paty como "un típico ataque terrorista islamista" y dijo que Paty "fue asesinada por enseñar a los niños la libertad de expresión".

### Noviembre de 2020
Las protestas de inmigrantes y refugiados sudaneses fueron reprimidas con arrestos, con gases lacrimógenos y cañones de agua disparados contra los manifestantes. No ha habido confirmación sobre muertes y heridos durante las protestas pacíficas. Amnistía Internacional informó sobre las protestas pacíficas del 4 al 5 de noviembre.

## Coordinación
El profesor de derecho de la Universidad Rutgers, Sahar Aziz, describió las protestas como descentralizadas, sin el liderazgo de grupos de oposición conocidos.
El levantamiento ha sido etiquetado como el levantamiento galabiya debido a las protestas que tienen lugar principalmente en las zonas rurales y el Alto Egipto, donde hay menos seguridad que en las principales plazas de las grandes ciudades.

## Víctimas
Un manifestante en las protestas del 25 de septiembre en al-Blida en la gobernación de Guiza, Sami Wagdy Bashir, murió y otros tres resultaron heridos, según el grupo de derechos humanos Najda.

## Detenciones
El 23 de septiembre de 2020, Middle East Monitor estimó el número de personas detenidas como resultado de las protestas en 200. Entre ellos, 150, incluidos 14 menores según la Fundación Belady, comparecieron en instituciones de la Seguridad del Estado y fueron acusados de pertenencia a una organización terrorista, difusión de noticias falsas y uso indebido de las redes sociales. Cuatro manifestantes de la isla Warraq fueron arrestados en la protesta de la isla Warraq en curso desde 2017. Khaled Ali y otros abogados declararon que hubo una confusión similar a los arrestos luego de las protestas de 2019, con dificultad para contactar a las familias de los detenidos.
El 28 de septiembre de 2020, la Comisión Egipcia de Derechos y Libertades dijo que al menos 382 personas habían sido detenidas desde el 20 de septiembre.

## Protestas falsas
Mada Masr mostró los videos de protestas falsas, incluido uno de una protesta en Nazlit al-Samman en la gobernación de Guiza. UMSG envió los videos a Al Jazeera y a los medios internacionales asociados con los Hermanos Musulmanes, incluido El Sharq TV. Tanto Al Jazeera como El Sharq transmitieron los videos, presentándolos como genuinos. UMSG presentó esto como evidencia de que los medios fueron descuidados al verificar la autenticidad de su material.
- Datos: Q99642738

1. 1 2 3 4 5 6 7  «One ‘killed’ in Egypt as protesters demand el-Sisi resign | Middle Ea…». archive.ph. 27 de septiembre de 2020. Archivado desde el original el 27 de septiembre de 2020. Consultado el 24 de agosto de 2021.
2. 1 2 3 4 5  «Demonstrations in Egypt continue for third day – Middle East Monitor». archive.ph. 27 de septiembre de 2020. Archivado desde el original el 27 de septiembre de 2020. Consultado el 24 de agosto de 2021.
3. 1 2 3 4  «Anti-gov’t protests in Egypt’s Giza amid tight security presence | Middle East | Al Jazeera». web.archive.org. 24 de septiembre de 2020. Archivado desde el original el 24 de septiembre de 2020. Consultado el 24 de agosto de 2021.
4. 1 2 3  «Protests against Sisi’s rule break out across Egypt – Middle East Mon…». archive.ph. 27 de septiembre de 2020. Archivado desde el original el 27 de septiembre de 2020. Consultado el 24 de agosto de 2021.
5. ↑  «In rare protests, Egyptians demand President el-Sisi's removal | News | Al Jazeera». web.archive.org. 21 de septiembre de 2019. Archivado desde el original el 21 de septiembre de 2019. Consultado el 24 de agosto de 2021.
6. ↑  «Wikiwix's cache». archive.wikiwix.com. Consultado el 24 de agosto de 2021.
7. ↑  «JOINT MOTION FOR A RESOLUTION on Egypt». web.archive.org. 25 de octubre de 2019. Archivado desde el original el 25 de octubre de 2019. Consultado el 24 de agosto de 2021.
8. ↑  «Egypt: Largest wave of mass arrests since President Abdel Fattah al-Sisi came to power | Amnesty International». web.archive.org. 3 de octubre de 2019. Archivado desde el original el 3 de octubre de 2019. Consultado el 24 de agosto de 2021.
9. ↑  «Writer and activist Alaa Abd El Fattah arrested from police probation | MadaMasr». web.archive.org. 29 de septiembre de 2019. Archivado desde el original el 29 de septiembre de 2019. Consultado el 24 de agosto de 2021.
10. ↑  «'We're being chased': Egyptian human rights lawyers struggle under crackdown | Middle East Eye». web.archive.org. 30 de septiembre de 2019. Archivado desde el original el 30 de septiembre de 2019. Consultado el 24 de agosto de 2021.
11. ↑  «Alaa Abd El Fattah and his lawyer recount humiliation and beatings in maximum-security prison | | Mada Masr». web.archive.org. 10 de octubre de 2019. Archivado desde el original el 10 de octubre de 2019. Consultado el 24 de agosto de 2021.
12. 1 2  «Egypt: Torture of activist Alaa Abdel Fattah illustrates use of extreme brutality to crush dissent | Amnesty International». web.archive.org. 10 de octubre de 2019. Archivado desde el original el 10 de octubre de 2019. Consultado el 24 de agosto de 2021.
13. ↑  «Online calls for anti-Sisi protests in Egypt may fall flat». web.archive.org. 10 de septiembre de 2020. Archivado desde el original el 10 de septiembre de 2020. Consultado el 24 de agosto de 2021.
14. ↑  «Egypt: Rare protests met with unlawful force and mass arrests | Amnes…». archive.ph. 4 de octubre de 2020. Archivado desde el original el 4 de octubre de 2020. Consultado el 24 de agosto de 2021.
15. ↑  «Egypt braces for fresh anti-Sisi protests | Egypt | Al Jazeera». archive.ph. 27 de septiembre de 2020. Archivado desde el original el 27 de septiembre de 2020. Consultado el 24 de agosto de 2021.
16. ↑  «Egypt: Friday protests demand al-Sisi's departure». archive.ph. 27 de septiembre de 2020. Archivado desde el original el 27 de septiembre de 2020. Consultado el 24 de agosto de 2021.
17. 1 2  Staff, Reuters (28 de septiembre de 2020). «Several hundred arrests amid protest calls in Egypt - rights group». Reuters (en inglés). Consultado el 24 de agosto de 2021.
18. 1 2 3  «Egypt police kill Luxor man then shoot mourners at his funeral – Midd…». archive.ph. 4 de octubre de 2020. Archivado desde el original el 4 de octubre de 2020. Consultado el 24 de agosto de 2021.
19. 1 2  «Clashes in Egypt's Luxor after police kill man for defending his fath…». archive.ph. 4 de octubre de 2020. Archivado desde el original el 4 de octubre de 2020. Consultado el 24 de agosto de 2021.
20. ↑  «Macron speaks of 'existential' fight against terrorism after teacher killed in France». the Guardian (en inglés). 17 de octubre de 2020. Consultado el 24 de agosto de 2021.
21. ↑  «'Our compatriot was killed for teaching children freedom of speech': French president Macron over beheading of teacher». Free Press Journal (en inglés). Consultado el 24 de agosto de 2021.
22. ↑  «Egypt: Protests by Sudanese migrants and refugees over brutal killing of a child met with violence and arrests». Amnesty International (en inglés). 4 de noviembre de 2020. Consultado el 24 de agosto de 2021.
23. 1 2 3  «150 arrested on September 20 anniversary after small, scattered protests | | Mada Masr». web.archive.org. 24 de septiembre de 2020. Archivado desde el original el 24 de septiembre de 2020. Consultado el 24 de agosto de 2021.
24. ↑  «Sisi, Public Prosecution acknowledge protests after week of silence, 68 minors released | | Mada Masr». web.archive.org. 28 de septiembre de 2020. Archivado desde el original el 28 de septiembre de 2020. Consultado el 24 de agosto de 2021.